# John Robert Gregg
Pour les articles homonymes, voir Gregg.
John Robert Gregg, né le 17 juin 1867 à Dublin et mort le 23 février 1948 à Cannondale, est l'auteur d'une méthode de sténographie.

## Biographie
À l'âge de 10 ans, John Robert Gregg inventa une méthode de sténographie qui porte aujourd'hui son nom. Il a introduit son système en 1888 dans une brochure « Light-Line Phonography » qu'il publia à Liverpool (en Angleterre).

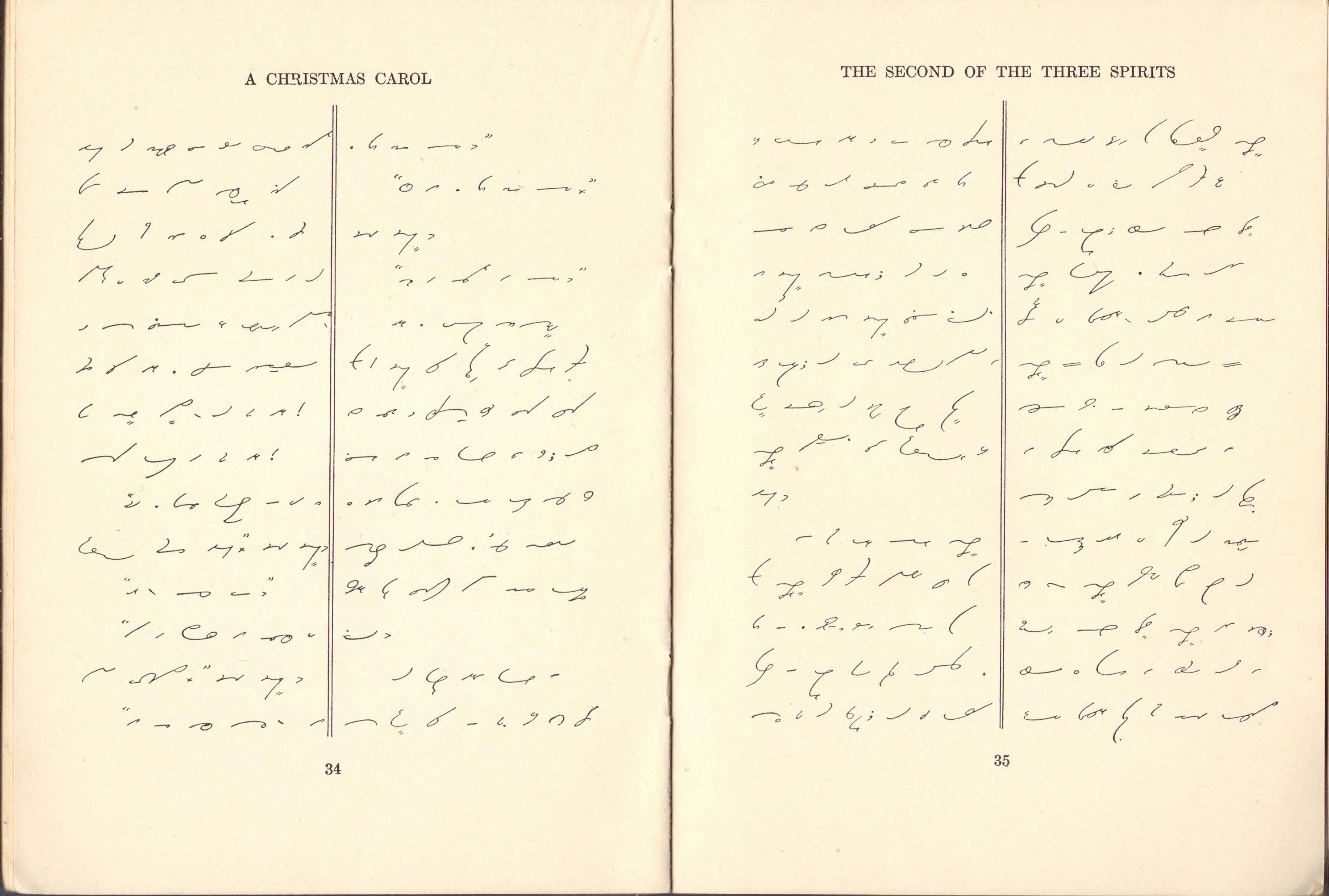
Texte publié en Gregg Shorthand, A Christmas Carol de Dickens.

Sa méthode utilise des ellipses plutôt que des cercles, et n'utilise pas la grosseur du trait (gras ou fin), mais il emploie les variations de longueur. Les diphtongues étant indiquées par des combinaisons de crochets et de cercles.
En 1893, il part pour les États-Unis et publie la même année Gregg Shorthand. Sa méthode rencontre un franc succès. Il s'installe ensuite à Chicago où il écrit de nombreux livres sur sa méthode, entre autres.